# Sprintermästaren
Sprintermästaren är en travtävling för fyraåriga svensktränade varmblodiga travhästar som körs på Halmstadtravet i Halmstad i början av juli varje år. Tävlingen genomförs med försöks- och finallopp samma dag och 1,2 miljoner kronor i förstapris i finalen. Både försöks- och finalloppen körs över sprinterdistansen 1609 meter med autostart.
Sprintermästaren har körts varje år sedan premiärupplagan den 10 juli 1971. Loppet är Halmstadtravets största travlopp och svensk travsports största sprinterlopp för fyraåringar. Stjärnhästar som The Onion (1983), Scarlet Knight (2002), Brad de Veluwe (2012) och Nuncio (2015) har vunnit loppet. Det klassas som ett Grupp 1-lopp, det vill säga ett lopp av högsta internationella klass.
Loppet beskrivs ibland som den svenska motsvarigheten till Hambletonian Stakes. Två hästar, Scarlet Knight och Perfect Spirit, har lyckats med bedriften att vinna både Sprintermästaren och Hambletonian Stakes.

## Rekord
Vinnaren av 2016 års upplaga, Stefan Melander-tränade Uncle Lasse, är den som vunnit loppet på den snabbaste segertiden. Uncle Lasses segertid 1.09,3 över 1609 meter med autostart är även det absoluta banrekordet på Halmstadtravet.
Örjan Kihlström har tagit sju segrar som kusk i loppet. (2004, 2008, 2011, 2016, 2018, 2020, 2022). Stig H. Johansson är den tränare som vunnit loppet flest antal gånger med sina sex segrar (1974, 1981, 1983, 1989, 1996, 2007). Näst flest segrar som tränare har Stefan Melander, som vunnit loppet fyra gånger (2000, 2002, 2015, 2016).

## Vinnare
| År   | Häst             | Kusk                   | Tränare                | Odds  | Tid    | Tvåa              | Trea               |
| ---- | ---------------- | ---------------------- | ---------------------- | ----- | ------ | ----------------- | ------------------ |
| 2024 | Crown            | Erik Adielsson         | Daniel Redén           | 9,29  | 1.10,3 | Stens Rubin       | Kuiper             |
| 2023 | Hustle Rain      | Magnus A. Djuse        | Mattias Djuse          | 2,60  | 1.10,0 | Staro Mack Crowe  | Love Keeper        |
| 2022 | Francesco Zet    | Örjan Kihlström        | Daniel Redén           | 1,29  | 1.09,4 | Iznogoud Am       | Idomenio Sisu      |
| 2021 | Önas Prince      | Per Nordström          | Per Nordström          | 3,77  | 1.09,8 | Rome Pays Off     | Maesteraemon       |
| 2020 | Don Fanucci Zet  | Örjan Kihlström        | Daniel Redén           | 1,82  | 1.09,6 | Guzz Mearas       | Click Bait         |
| 2019 | Tae Kwon Deo     | Adrian Kolgjini        | Adrian Kolgjini        | 5,57  | 1.10,9 | Pinto Bob         | Evaluate           |
| 2018 | Perfect Spirit   | Örjan Kihlström        | Daniel Redén           | 2,45  | 1.10,2 | Lucifer Lane      | Super War Horse    |
| 2017 | Diamanten        | Christoffer Eriksson   | Robert Bergh           | 2,91  | 1.10,0 | Muscle Hustle     | Electric Light     |
| 2016 | Uncle Lasse      | Örjan Kihlström        | Stefan Melander        | 3,10  | 1.09,3 | Breidabliks Nubbe | Cruzado Dela Noche |
| 2015 | Nuncio           | Stefan Melander        | Stefan Melander        | 1,34  | 1.10,0 | Volstead          | Hillustrious       |
| 2014 | Happy Days       | Johnny Takter          | Michael Lönborg        | 8,43  | 1.10,7 | Express Duo       | Tumble Dust        |
| 2013 | Quid Pro Quo     | Ulf Ohlsson            | Svante Båth            | 3,47  | 1.11,0 | Indigious         | Increased Workload |
| 2012 | Brad de Veluwe   | Tuomas Korvenoja       | Tuomas Korvenoja       | 2,42  | 1.09,7 | Panne de Moteur   | Fawkes             |
| 2011 | Orecchietti      | Örjan Kihlström        | Stefan Hultman         | 4,46  | 1.10,6 | Wishing Stone     | Amaru Boko         |
| 2010 | You Bet Hornline | Robert Bergh           | Robert Bergh           | 8,78  | 1.11,1 | Select Yankee     | Turbo Viking       |
| 2009 | Lavec Kronos     | Lutfi Kolgjini         | Lutfi Kolgjini         | 7,75  | 1.10,7 | Wood Laday        | Yanantin Boko      |
| 2008 | Dust All Over    | Örjan Kihlström        | Roger Walmann          | 3,90  | 1.11,4 | Global Journey    | Artistic Ås        |
| 2007 | Naughty Nunu     | Erik Adielsson         | Stig H. Johansson      | 8,42  | 1.11,9 | Russel November   | Megaman Neo        |
| 2006 | Fantasy Broline  | Robert Bergh           | Robert Bergh           | 8,09  | 1.11,9 | Jocose            | Max Prix           |
| 2005 | Profit Ås        | Erik Adielsson         | Kari Lähdekorpi        | 14,06 | 1.11,3 | Torvald Palema    | Conny Nobell       |
| 2004 | Gentleman        | Örjan Kihlström        | Stefan Hultman         | 2,55  | 1.11,8 | Makhtoub Jet      | Improve Ås         |
| 2003 | Calvin Capar     | Hans-Owe Sundberg      | Stefan Hultman         | 4,59  | 1.12,3 | Cirdan            | Magnetic Power     |
| 2002 | Scarlet Knight   | Stefan Melander        | Stefan Melander        | 1,40  | 1.12,5 | Gigant Neo        | From Above         |
| 2001 | First Lavec      | Jim Frick              | Jim Frick              | 4,26  | 1.13,2 | Monterry Ås       | G.R.Lime           |
| 2000 | Rydens Sensation | Jorma Kontio           | Stefan Melander        | 8,16  | 1.12,7 | S:t Göran         | Revenue            |
| 1999 | Beijing Boy      | Dan Widegren           | Dan Widegren           | 42,55 | 1.13,2 | Gold Goblin       | Lucky Po           |
| 1998 | Jolly Rocket     | Per Lennartsson        | Per Lennartsson        | 1,83  | 1.13,0 | Gate Open         | Listig Sund        |
| 1997 | Kramer Boy       | Johnny Takter          | Johnny Takter          | 1,79  | 1.12,1 | Nicaman           | Rex Trot           |
| 1996 | Regent Broline   | Stig H. Johansson      | Stig H. Johansson      | 4,83  | 1.15,3 | Sissela Ås        | Sacrifice          |
| 1995 | Mr Lavec         | Jimmy Takter           | Jimmy Takter           | 5,07  | 1.12,4 | Good As Gold      | Ideal Sund         |
| 1994 | Serena           | Christer Nylander      | Christer Nylander      | 3,27  | 1.13,9 | Storstadsbusen    | Pasqual            |
| 1993 | Top Royal        | Lennart Forsgren       | Lennart Forsgren       | 4,45  | 1.13,4 | Copiad            | Strictly Business  |
| 1992 | Ciceron Örn      | Lars-Ove Lunneryd      | Lars-Ove Lunneryd      | 6,06  | 1.15,4 | Space Walker      | Secret Value       |
| 1991 | First Sid        | Björn Linder           | Björn Linder           | 7,65  | 1.13,5 | Speedy Connection | Union Shark        |
| 1990 | Drottning Sund   | Björn Larsson          | Björn Larsson          | 2,97  | 1.16,7 | Golden Fri        | Ego Play           |
| 1989 | Peace On Earth   | Stig H. Johansson      | Stig H. Johansson      | 1,54  | 1.14,6 | Västerbo Gigolo   | On Guard           |
| 1988 | Gaston Pride     | Per-Olof Pettersson    | Per-Olof Pettersson    | 1,70  | 1.15,7 | Billy Håleryd     | Rikstens Winner    |
| 1987 | Ewing Turf       | Thomas Uhrberg         | Anders Lindqvist       | 4,35  | 1.14,8 | Bolets Presto     | Sebasian Bob       |
| 1986 | Alex Pride       | Mats Rånlund           | Mats Rånlund           | 5,85  | 1.14,0 | Clash Hammering   | Jet Ribb           |
| 1985 | Callit           | Karl O. Johansson      | Karl O. Johansson      | 3,19  | 1.16,4 | Rikstens Star     | Tiffanys Pay       |
| 1984 | Anford Bones     | Leif Edvinsson         | Leif Edvinsson         | 4,72  | 1.14,6 | Quiggin           | Baron Bol          |
| 1983 | The Onion        | Stig H. Johansson      | Stig H. Johansson      | 1,74  | 1.12,0 | Solo Hagen        | Dark Laday         |
| 1982 | Speedy Fly       | Olle Goop              | Arne Bernhardsson      | 1,87  | 1.14,1 | Rex Håleryd       | Frances One        |
| 1981 | Ultimo H.        | Stig H. Johansson      | Stig H. Johansson      | 9,06  | 1.15,0 | Hot Line          | Eva Newport        |
| 1980 | Lepin            | Kjell Isgren           | Kjell Isgren           | 2,16  | 1.16,4 | Pamir Brodde      | Prophet Jill       |
| 1979 | Active Bowler    | Jan Nordin             | Sören Nordin           | 4,90  | 1.16,2 | Slugger Boy       | Champis Brunn      |
| 1978 | Safari Express   | Sven-Erik Landin       | Sven-Erik Landin       | 8,59  | 1.16,8 | Master Håleryd    | Vilden             |
| 1977 | Charme Asserdal  | Heikki Korpi           | Timo Eve               | 1,24  | 1.16,8 | Elleman Frelinge  | Alto               |
| 1976 | Gay Frost        | Bertil Rogell          | Bertil Rogell          | 2,19  | 1.18,7 | Winster           | Quick Label        |
| 1975 | Gotte Takstens   | Olle Lindqvist         | Olle Lindqvist         | 9,62  | 1.17,8 | Top Whitney       | V.I.P.             |
| 1974 | Gallini          | Stig H. Johansson      | Stig H. Johansson      | 1,49  | 1.17,7 | Ixi Håleryd       | Francisco El Canto |
| 1973 | Pelle J:r        | Karl-Gösta Fylking     | Karl-Gösta Fylking     | 2,84  | 1.19,1 | First Boy         | Desert Air         |
| 1972 | Lime Rodney      | Karl Gustaf Holgersson | Karl Gustaf Holgersson | 6,64  | 1.17,6 | Musketör          | Idé Sund           |
| 1971 | Cirro            | Sören Nordin           | Sören Nordin           | 2,08  | 1.19,2 | Lessing Boy       | Ego Boy            |